# Maghreboniscus palmetensis
Maghreboniscus palmetensis är en kräftdjursart som beskrevs av Albert Vandel1959. Maghreboniscus palmetensis ingår i släktet Maghreboniscus och familjen Spelaeoniscidae. Inga underarter finns listade i Catalogue of Life.